# Šip (gmina Pale)
Šip (cyr. Шип) – wieś w Bośni i Hercegowinie, w Republice Serbskiej, w mieście Sarajewo Wschodnie, w gminie Pale. W 2013 roku liczyła 4 mieszkańców.